# Jacques Peletier du Mans
Jacques Peletier du Mans, francoski humanist, pesnik in matematik, * 1517, Le Mans, † 1582, Pariz.
1. 1 2  data.bnf.fr: platforma za odprte podatke — 2011.
2. ↑  Agence bibliographique de l'enseignement supérieur (France) Système universitaire de documentation — Montpellier: ABES, 2001.